# Elezioni comunali in Calabria del 1994
Le elezioni comunali in Calabria del 1994 si tennero il 12 giugno (con ballottaggio il 26 giugno) e il 20 novembre (con ballottaggio il 4 dicembre).

## Elezioni del giugno 1994

### Provincia di Catanzaro

#### Catanzaro
| Candidati                      | Candidati                   | II turno             | II turno        | I turno | I turno | Liste                     | Voti   | %     | Seggi |
| Candidati                      | Candidati                   | Voti                 | %               | Voti    | %       | Liste                     | Voti   | %     | Seggi |
| ------------------------------ | --------------------------- | -------------------- | --------------- | ------- | ------- | ------------------------- | ------ | ----- | ----- |
|                                | Benito Gualtieri ✔️ Sindaco | 19 889               | 55,06           | 17 804  | 31,81   | Partito Popolare Italiano | 5 833  | 11,30 | 9     |
| Polo Civico                    | Benito Gualtieri ✔️ Sindaco | 19 889               | 55,06           | 17 804  | 31,81   | 4 877                     | 9,45   | 8     |       |
| Vento Nuovo                    | Benito Gualtieri ✔️ Sindaco | 19 889               | 55,06           | 17 804  | 31,81   | 3 099                     | 6,00   | 5     |       |
| Commercianti Lavoratori Liberi | Benito Gualtieri ✔️ Sindaco | 19 889               | 55,06           | 17 804  | 31,81   | 1 210                     | 2,34   | 2     |       |
|                                | Annunziato Lacquaniti       | 16 233               | 44,94           | 22 894  | 40,90   | Forza Italia              | 11 198 | 21,69 | 4     |
| Alleanza Nazionale             | Annunziato Lacquaniti       | 16 233               | 44,94           | 22 894  | 40,90   | 7 323                     | 14,18  | 3     |       |
| Spazio Democratico             | Annunziato Lacquaniti       | 16 233               | 44,94           | 22 894  | 40,90   | 4 703                     | 9,11   | 2     |       |
| Seggio di coalizione           | Seggio di coalizione        | Seggio di coalizione | 44,94           | 22 894  | 40,90   | 1                         |        |       |       |
|                                | Antonio Alberti             | Antonio Alberti      | Antonio Alberti | 15 273  | 27,29   | Progressisti              | 9 777  | 18,94 | 4     |
| Rifondazione Comunista         | Antonio Alberti             | Antonio Alberti      | Antonio Alberti | 15 273  | 27,29   | 3 607                     | 6,99   | 1     |       |
| Seggio di coalizione           | Seggio di coalizione        | Seggio di coalizione | Antonio Alberti | 15 273  | 27,29   | 1                         |        |       |       |
| Totale                         | Totale                      | 36 122               | 100             | 55 971  | 100     |                           | 51 627 | 100   | 40    |
|                                |                             |                      |                 |         |         |                           |        |       |       |
| Fonte: Ministero dell'interno  |                             |                      |                 |         |         |                           |        |       |       |

### Provincia di Cosenza

#### Acri
|                               | Pasquale Zanfini ✔️ Sindaco | 6 953                | 50,12 | Partito Democratico della Sinistra            | 3 733  | 27,94 | 7  |  |  |
| Partito Socialista Italiano   | Pasquale Zanfini ✔️ Sindaco | 6 953                | 50,12 | 2 052                                         | 15,36  | 3     |    |  |  |
| Rifondazione Comunista        | Pasquale Zanfini ✔️ Sindaco | 6 953                | 50,12 | 1 408                                         | 10,54  | 2     |    |  |  |
|                               | Luigi Bonacci               | 3 053                | 22,01 | Partito Popolare Italiano                     | 2 687  | 20,11 | 3  |  |  |
| Seggio di coalizione          | Seggio di coalizione        | Seggio di coalizione | 22,01 | 1                                             |        |       |    |  |  |
|                               | Angelo Padula               | 2 087                | 15,04 | Forza Italia-Centro Cristiano Democratico     | 1 502  | 11,24 | 1  |  |  |
| Alleanza Nazionale            | Angelo Padula               | 2 087                | 15,04 | 361                                           | 2,70   | –     |    |  |  |
| Seggio di coalizione          | Seggio di coalizione        | Seggio di coalizione | 15,04 | 1                                             |        |       |    |  |  |
|                               | Claudio Cerenzia            | 1 434                | 10,34 | Insieme per Acri-Movimento Civico Democratico | 1 305  | 9,77  | 1  |  |  |
| Seggio di coalizione          | Seggio di coalizione        | Seggio di coalizione | 10,34 | 1                                             |        |       |    |  |  |
|                               | Angelo Algieri              | 346                  | 2,49  | Federazione dei Verdi                         | 314    | 2,35  | –  |  |  |
| Totale                        | Totale                      | 13 873               | 100   |                                               | 13 362 | 100   | 20 |  |  |
|                               |                             |                      |       |                                               |        |       |    |  |  |
| Fonte: Ministero dell'interno |                             |                      |       |                                               |        |       |    |  |  |

#### Castrovillari
| Candidati                     | Candidati                | II turno             | II turno          | I turno | I turno | Liste                       | Voti   | %     | Seggi |
| Candidati                     | Candidati                | Voti                 | %                 | Voti    | %       | Liste                       | Voti   | %     | Seggi |
| ----------------------------- | ------------------------ | -------------------- | ----------------- | ------- | ------- | --------------------------- | ------ | ----- | ----- |
|                               | Riccardo Vico ✔️ Sindaco | 6 145                | 58,45             | 4 673   | 37,82   | Progressisti                | 4 379  | 37,79 | 12    |
|                               | Francesco Lucio Blaiotta | 4 368                | 41,55             | 4 053   | 32,80   | Polo del Buon Governo       | 2 179  | 18,80 | 2     |
| Forze Nuove                   | Francesco Lucio Blaiotta | 4 368                | 41,55             | 4 053   | 32,80   | 1 486                       | 12,82  | 1     |       |
| Seggio di coalizione          | Seggio di coalizione     | Seggio di coalizione | 41,55             | 4 053   | 32,80   | 1                           |        |       |       |
|                               | Pasquale Saladino        | Pasquale Saladino    | Pasquale Saladino | 1 657   | 13,41   | Liberal Democratici Europei | 1 512  | 13,05 | 1     |
| Seggio di coalizione          | Seggio di coalizione     | Seggio di coalizione | Pasquale Saladino | 1 657   | 13,41   | 1                           |        |       |       |
|                               | Domenico Bovino          | Domenico Bovino      | Domenico Bovino   | 1 632   | 13,21   | Partito Popolare Italiano   | 1 779  | 15,35 | 1     |
| Seggio di coalizione          | Seggio di coalizione     | Seggio di coalizione | Domenico Bovino   | 1 632   | 13,21   | 1                           |        |       |       |
|                               | Luigi Le Voci            | Luigi Le Voci        | Luigi Le Voci     | 340     | 2,75    | Lega Nord                   | 254    | 2,19  | –     |
| Totale                        | Totale                   | 10 513               | 100               | 12 355  | 100     |                             | 11 589 | 100   | 20    |
|                               |                          |                      |                   |         |         |                             |        |       |       |
| Fonte: Ministero dell'interno |                          |                      |                   |         |         |                             |        |       |       |

### Provincia di Reggio Calabria

#### Palmi
| Candidati                     | Candidati                 | II turno             | II turno           | I turno | I turno | Liste                              | Voti   | %     | Seggi |
| Candidati                     | Candidati                 | Voti                 | %                  | Voti    | %       | Liste                              | Voti   | %     | Seggi |
| ----------------------------- | ------------------------- | -------------------- | ------------------ | ------- | ------- | ---------------------------------- | ------ | ----- | ----- |
|                               | Armando Veneto ✔️ Sindaco | 5 386                | 54,37              | 2 719   | 24,09   | Partito Popolare Italiano          | 1 908  | 18,89 | 12    |
|                               | Giuseppe Mattiani         | 4 521                | 45,63              | 2 530   | 22,41   | Unione Comunale Edili Palmesi      | 1 283  | 12,70 | 1     |
| Lista Civica                  | Giuseppe Mattiani         | 4 521                | 45,63              | 2 530   | 22,41   | 714                                | 7,07   | –     |       |
| Seggio di coalizione          | Seggio di coalizione      | Seggio di coalizione | 45,63              | 2 530   | 22,41   | 1                                  |        |       |       |
|                               | Antonino Privitera        | Antonino Privitera   | Antonino Privitera | 2 432   | 21,54   | Partito Democratico della Sinistra | 883    | 8,74  | 1     |
| Indipendenti                  | Antonino Privitera        | Antonino Privitera   | Antonino Privitera | 2 432   | 21,54   | 841                                | 8,33   | 1     |       |
| Indipendenti                  | Antonino Privitera        | Antonino Privitera   | Antonino Privitera | 2 432   | 21,54   | 639                                | 6,33   | –     |       |
| Seggio di coalizione          | Seggio di coalizione      | Seggio di coalizione | Antonino Privitera | 2 432   | 21,54   | 1                                  |        |       |       |
|                               | Domenico Alessio          | Domenico Alessio     | Domenico Alessio   | 1 557   | 13,79   | Alleanza Nazionale                 | 1 159  | 11,48 | 1     |
| Forza Italia                  | Domenico Alessio          | Domenico Alessio     | Domenico Alessio   | 1 557   | 13,79   | 559                                | 5,53   | –     |       |
| Seggio di coalizione          | Seggio di coalizione      | Seggio di coalizione | Domenico Alessio   | 1 557   | 13,79   | 1                                  |        |       |       |
|                               | Antonio Gargano           | Antonio Gargano      | Antonio Gargano    | 1 386   | 12,28   | Polis                              | 836    | 8,28  | 1     |
| Lista Civica                  | Antonio Gargano           | Antonio Gargano      | Antonio Gargano    | 1 386   | 12,28   | 628                                | 6,22   | –     |       |
| Seggio di coalizione          | Seggio di coalizione      | Seggio di coalizione | Antonio Gargano    | 1 386   | 12,28   | 1                                  |        |       |       |
|                               | Francesco Vadala          | Francesco Vadala     | Francesco Vadala   | 665     | 5,89    | Centro Cristiano Democratico       | 650    | 6,44  | –     |
| Totale                        | Totale                    | 9 907                | 100                | 11 289  | 100     |                                    | 10 100 | 100   | 20    |
|                               |                           |                      |                    |         |         |                                    |        |       |       |
| Fonte: Ministero dell'interno |                           |                      |                    |         |         |                                    |        |       |       |

#### Siderno
| Candidati                     | Candidati                   | II turno                | II turno                | I turno | I turno | Liste                                 | Voti  | %     | Seggi |
| Candidati                     | Candidati                   | Voti                    | %                       | Voti    | %       | Liste                                 | Voti  | %     | Seggi |
| ----------------------------- | --------------------------- | ----------------------- | ----------------------- | ------- | ------- | ------------------------------------- | ----- | ----- | ----- |
|                               | Domenico Panetta ✔️ Sindaco | 4 143                   | 53,91                   | 1 940   | 21,74   | Lavoro e Progresso                    | 870   | 10,83 | 5     |
| Lista Indipendente            | Domenico Panetta ✔️ Sindaco | 4 143                   | 53,91                   | 1 940   | 21,74   | 639                                   | 7,95  | 4     |       |
|                               | Antonio Romeo               | 3 542                   | 46,09                   | 2 237   | 25,07   | Partito Democratico della Sinistra    | 1 202 | 14,96 | 2     |
| Partito Socialista Italiano   | Antonio Romeo               | 3 542                   | 46,09                   | 2 237   | 25,07   | 686                                   | 8,54  | 1     |       |
| Rifondazione Comunista        | Antonio Romeo               | 3 542                   | 46,09                   | 2 237   | 25,07   | 407                                   | 5,07  | –     |       |
| Seggio di coalizione          | Seggio di coalizione        | Seggio di coalizione    | 46,09                   | 2 237   | 25,07   | 1                                     |       |       |       |
|                               | Alessandro Figliomeni       | Alessandro Figliomeni   | Alessandro Figliomeni   | 1 804   | 20,22   | Sviluppo e Libertà                    | 1 475 | 18,36 | 1     |
| Seggio di coalizione          | Seggio di coalizione        | Seggio di coalizione    | Alessandro Figliomeni   | 1 804   | 20,22   | 1                                     |       |       |       |
|                               | Martino Recupero            | Martino Recupero        | Martino Recupero        | 930     | 10,42   | Forza Italia-Alleanza Nazionale       | 882   | 10,98 | –     |
| Seggio di coalizione          | Seggio di coalizione        | Seggio di coalizione    | Martino Recupero        | 930     | 10,42   | 1                                     |       |       |       |
|                               | Aristide Antonio Bava       | Aristide Antonio Bava   | Aristide Antonio Bava   | 891     | 9,99    | Partito Popolare Italiano             | 973   | 12,11 | –     |
| Seggio di coalizione          | Seggio di coalizione        | Seggio di coalizione    | Aristide Antonio Bava   | 891     | 9,99    | 1                                     |       |       |       |
|                               | Orazio Femia                | Orazio Femia            | Orazio Femia            | 428     | 4,80    | Rinnovamento e Sviluppo (A)           | 428   | 5,33  | –     |
| Seggio di coalizione          | Seggio di coalizione        | Seggio di coalizione    | Orazio Femia            | 428     | 4,80    | 1                                     |       |       |       |
|                               | Giuseppe Fieromonte         | Giuseppe Fieromonte     | Giuseppe Fieromonte     | 277     | 3,10    | Movimento Federalista Calabria Libera | 311   | 3,87  | –     |
|                               | Domenico Mario Baggetta     | Domenico Mario Baggetta | Domenico Mario Baggetta | 210     | 2,35    | Uniti per Siderno                     | 212   | 2,64  | –     |
| Seggio di coalizione          | Seggio di coalizione        | Seggio di coalizione    | Domenico Mario Baggetta | 210     | 2,35    | 1                                     |       |       |       |
|                               | Domenico Pellegrino         | Domenico Pellegrino     | Domenico Pellegrino     | 206     | 2,31    | Nuova Siderno (A)                     | 193   | 2,40  | –     |
| Totale                        | Totale                      | 7 685                   | 100                     | 8 923   | 100     |                                       | 8 035 | 100   | 20    |
|                               |                             |                         |                         |         |         |                                       |       |       |       |
| Fonte: Ministero dell'interno |                             |                         |                         |         |         |                                       |       |       |       |

### Provincia di Vibo Valentia

#### Vibo Valentia
| Candidati                     | Candidati                       | II turno               | II turno               | I turno | I turno | Liste                     | Voti   | %     | Seggi |
| Candidati                     | Candidati                       | Voti                   | %                      | Voti    | %       | Liste                     | Voti   | %     | Seggi |
| ----------------------------- | ------------------------------- | ---------------------- | ---------------------- | ------- | ------- | ------------------------- | ------ | ----- | ----- |
|                               | Giuseppe Iannello ✔️ Sindaco    | 8 238                  | 50,59                  | 7 939   | 38,96   | Progressisti              | 3 261  | 17,33 | 11    |
| Lista Civica                  | Giuseppe Iannello ✔️ Sindaco    | 8 238                  | 50,59                  | 7 939   | 38,96   | 2 289                     | 12,16  | 8     |       |
| Lista Civica                  | Giuseppe Iannello ✔️ Sindaco    | 8 238                  | 50,59                  | 7 939   | 38,96   | 954                       | 5,07   | 3     |       |
| Rifondazione Comunista        | Giuseppe Iannello ✔️ Sindaco    | 8 238                  | 50,59                  | 7 939   | 38,96   | 764                       | 4,06   | 2     |       |
|                               | Francesco Nazzareno De Filippis | 8 046                  | 49,41                  | 5 397   | 26,49   | Alleanza Nazionale        | 4 489  | 23,85 | 5     |
| Seggio di coalizione          | Seggio di coalizione            | Seggio di coalizione   | 49,41                  | 5 397   | 26,49   | 1                         |        |       |       |
|                               | Mario Giancotti                 | Mario Giancotti        | Mario Giancotti        | 5 029   | 24,68   | Partito Popolare Italiano | 2 848  | 15,13 | 4     |
| Indipendenti                  | Mario Giancotti                 | Mario Giancotti        | Mario Giancotti        | 5 029   | 24,68   | 1 573                     | 8,36   | 2     |       |
| Lista Civica                  | Mario Giancotti                 | Mario Giancotti        | Mario Giancotti        | 5 029   | 24,68   | 678                       | 3,60   | –     |       |
| Seggio di coalizione          | Seggio di coalizione            | Seggio di coalizione   | Mario Giancotti        | 5 029   | 24,68   | 1                         |        |       |       |
|                               | Giuseppe Antonio Sarlo          | Giuseppe Antonio Sarlo | Giuseppe Antonio Sarlo | 2 012   | 9,87    | Forza Italia (A)          | 2 004  | 10,65 | 2     |
| Seggio di coalizione          | Seggio di coalizione            | Seggio di coalizione   | Giuseppe Antonio Sarlo | 2 012   | 9,87    | 1                         |        |       |       |
| Totale                        | Totale                          | 16 284                 | 100                    | 20 377  | 100     |                           | 18 820 | 100   | 40    |
|                               |                                 |                        |                        |         |         |                           |        |       |       |
| Fonte: Ministero dell'interno |                                 |                        |                        |         |         |                           |        |       |       |